# Ponte Chiasso
Ponte Chiasso (Pont Ciass in dialetto comasco, AFI: [ˈpunt ˈʧas]) è un quartiere del comune di Como.
Posto nella zona nord-ovest del comune, confina con i quartieri di Monte Olimpino e Sagnino, con il comune di Maslianico, con la frazione Cavallasca del comune di San Fermo della Battaglia e con la Confederazione Elvetica (comune di Chiasso). La zona sud-ovest del quartiere fa parte del parco regionale della Spina Verde.

## Storia
Dal 1818 al 1884 il quartiere di Ponte Chiasso fu parte integrante del comune di Monte Olimpino. Nel 1884, con la soppressione di detto comune disposta con regio decreto del 7 dicembre 1884 emanato da re Umberto I, entrò a far parte del comune di Como.

## Società

### Evoluzione demografica
Abitanti censiti all'interno del comune di Como:
- 1981: 2691
- 1991: 1689
- 2001: 2561
- 2008: 2448

## Cultura

### Cinema
A Ponte Chiasso sono state girate alcune scene di due film polizieschi italiani:
- Milano odia: la polizia non può sparare (1974)
- Il cinico, l'infame, il violento (1977)

Entrambi i film sono di Umberto Lenzi.
Nel film di Luciano Salce Il sindacalista (1972) Lando Buzzanca e Isabella Biagini recitano una scena presso la pensilina della Dogana. Alla dogana di Ponte Chiasso è stata girata anche una scena del film comico Tutti gli uomini del deficiente (1999) della Gialappa's Band.

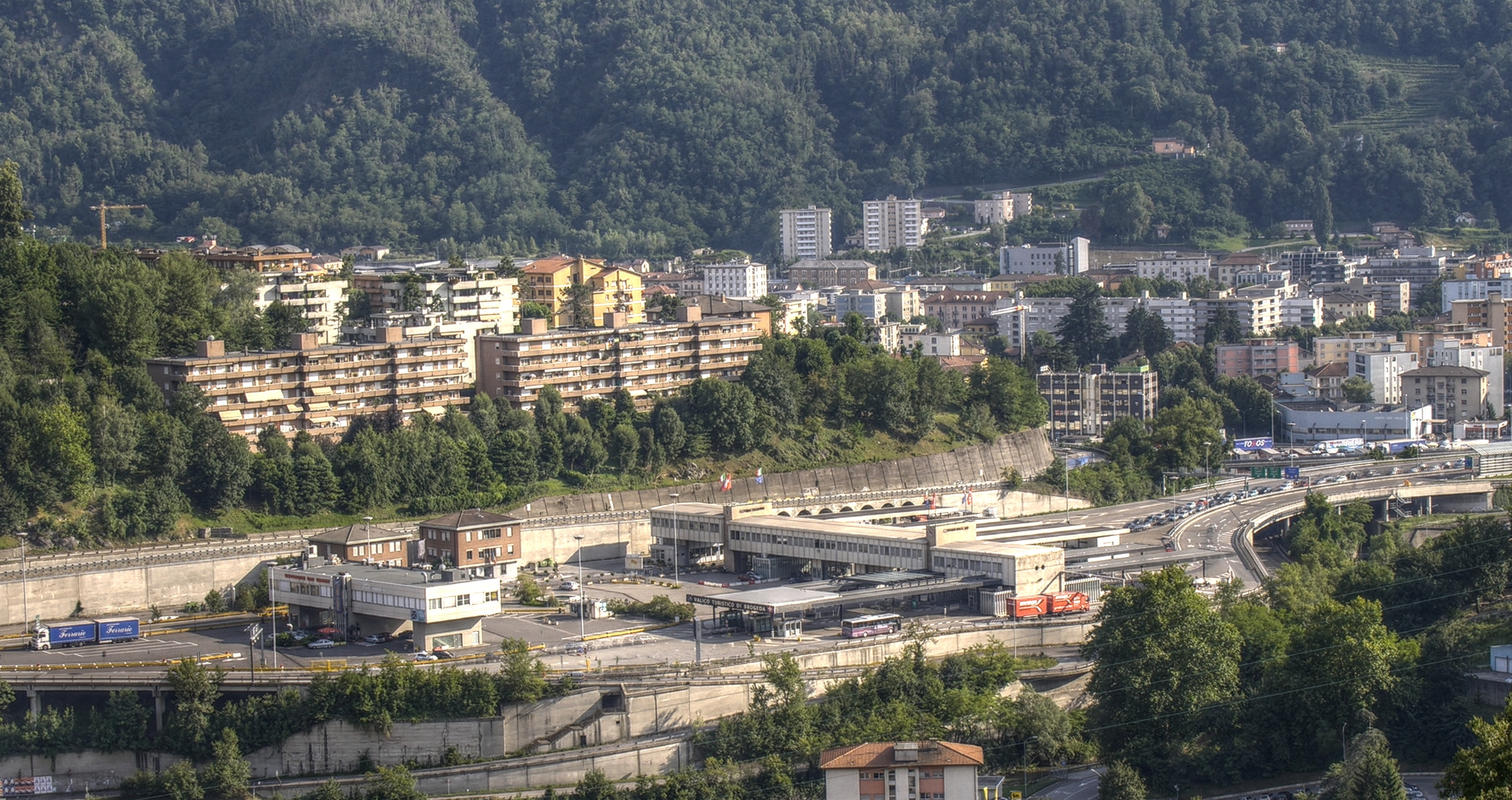
Il valico autostradale di Brogeda

## Altre località
Il quartiere di Ponte Chiasso comprende le seguenti località:

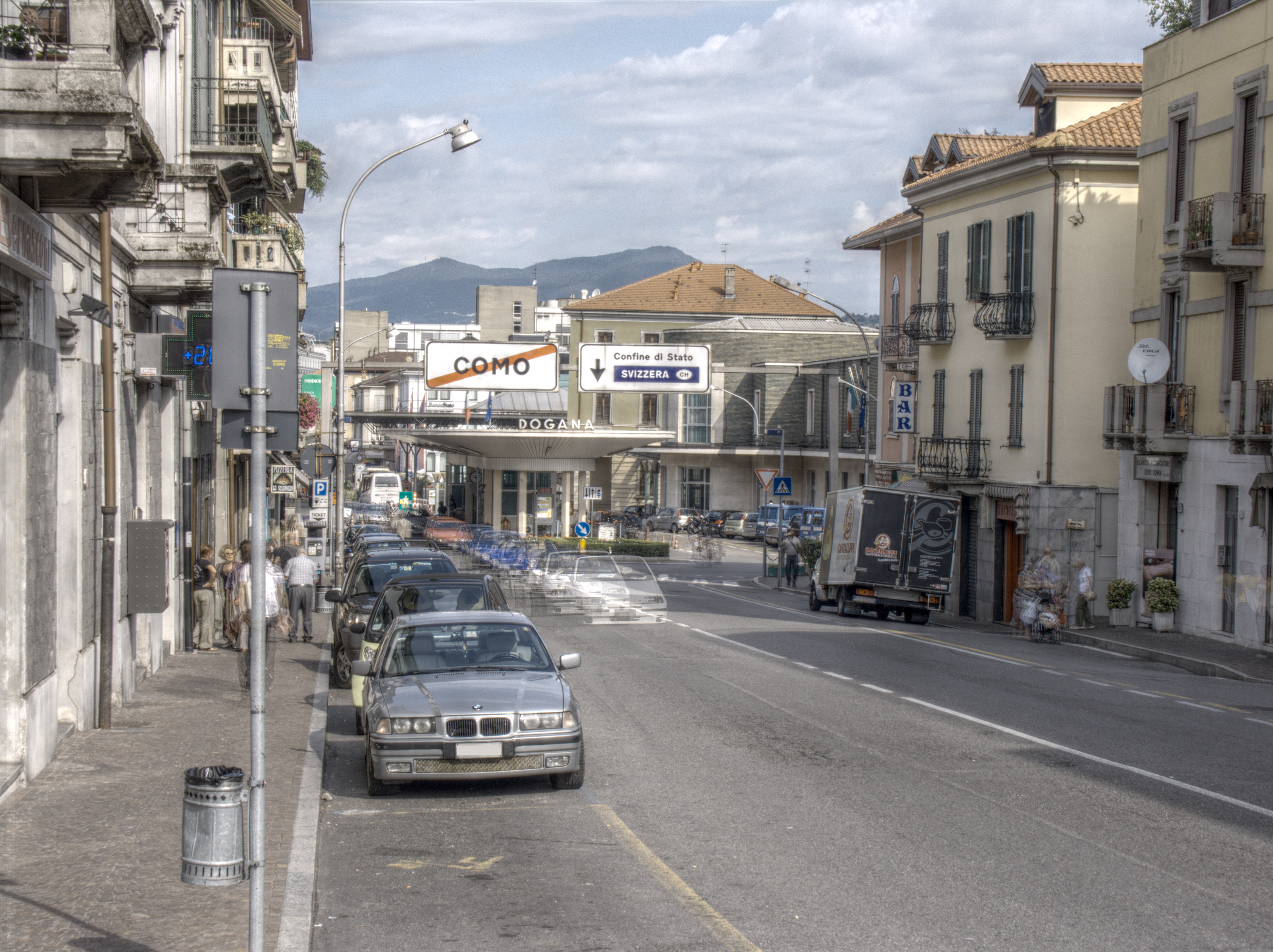
Il valico stradale di Ponte Chiasso

- Brogeda (o Brugeda)
- Casetta
- Dogana
- Laghetto
- Ponte Chiasso centro

## Economia
Sul territorio di Ponte Chiasso sono presenti due valichi di confine con la Svizzera, entrambi che conducono nel territorio del comune elvetico di Chiasso:
- la dogana di Brogeda, inizio dell'autostrada A9;
- il valico stradale di Ponte Chiasso (detto anche "Chiasso-Strada"[4]).

### Industria

Foto d'epoca dei vecchi capannoni della Lechler

Grazie alla presenza di una cava di calcare marnoso adatto per la produzione di cemento di tipo Portland, a fianco della linea ferroviaria Chiasso-Milano venne edificato nel 1899 uno dei primi cementifici italiani (Società-Fabbrica di Cemento Portland Montandon & C.) che arrivò ad impiegare, nel dopoguerra, fino a 300 addetti; quando il filone si esaurì, nel 1932, la cementeria venne trasferita a Merone dove dal 1928 era già entrato in funzione un nuovo stabilimento. Nel 1941 la cementeria prenderà il nome di Cementeria di Merone.
A Ponte Chiasso, inoltre, si trovava dal 1910 la sede della Lechler (già Crh. Lechler & figlio), un'importante industria di vernici. Pur non essendo più da tempo sede produttiva (la produzione era stata spostata nello stabilimento di Como sud), a Ponte Chiasso erano rimasti per un certo periodo uffici e laboratori. L'intero complesso, ormai in stato di abbandono, è stato demolito tra gennaio e febbraio 2008.

## Infrastrutture e trasporti
Il quartiere di Ponte Chiasso è servita da tre linee di autobus appartenenti alla rete urbana gestita da ASF Autolinee.
Nella prima metà del ventesimo secolo la località ospitava uno dei capolinea della rete tranviaria di Como, comune sia alla rete urbana che alla tranvia Como-Cernobbio-Maslianico, attiva nella sua interezza fra il 1913 e il 1922.

## Sport

### Calcio
- Associazione Calcistica Ponte Chiasso

### Pallavolo
- Unione Sportiva Ponte Chiasso

### Esplicative
1. ↑  ortografia classica

### Bibliografiche
1. ↑  
Comune di Como - Statuto
2. ↑   R.D. 7 dicembre 1884 - Soppressione dei comuni di Monte Olimpino e di Camerlata e loro aggregazione alla città di Como.
3. ↑   Domizia De Rocchi (a cura di), Comune di Como: Demografia in cifre (PDF).
4. ↑   Detail Chiasso-Strada - Brogeda-Autostrada [collegamento interrotto], su pwebapps.ezv.admin.ch. URL consultato il 23 maggio 2020.